# Joseph Domas
Joseph Domas (ur. w 1892) – francuski zapaśnik walczący w stylu klasycznym. Olimpijczyk z Paryża 1924, gdzie zajął dziewiąte miejsce w wadze średniej.

## Letnie Igrzyska Olimpijskie 1924
| Konkurencja          | Rundy eliminacyjne     | Rundy eliminacyjne      | Rundy eliminacyjne | Rundy eliminacyjne      | Klas. końcowa |
| Konkurencja          | Przeciwnik I           | Przeciwnik II           | Przeciwnik III     | Przeciwnik IV           | Miejsce       |
| -------------------- | ---------------------- | ----------------------- | ------------------ | ----------------------- | ------------- |
| 75 kg styl klasyczny | Jan Reinderman (NED) P | Ferenc Györgyei (HUN) Z | Bez walki Z        | Roman Steinberg (EST) P | 9.            |